# Давид (Качахідзе)
Митропролит Давид (в миру Євфимій Окропіровіч Качахідзе; 15 жовтня 1872 — 19 березня 1935) — єпископ Грузинської православної церкви, митрополит Батумський і Шемокмедскій.

## Біографія
Народився 15 жовтня 1872 року в родині протоієрея Імеретинської єпархії.
Поступив в Казанську духовну академію. 25 жовтня 1897, будучи студентом третього курсу, прийняв чернечий постриг з нареченням імені Давид, а 21 листопада того ж року був висвячений у сан ієродиякона. 8 травня 1898 був висвячений у сан ієромонаха.
Закінчив академію в 1899 році зі ступенем кандидата богослов'я і 26 серпня того року був призначений інспектором шкіл Товариства відновлення православного християнства на Кавказі.
10 листопада 1900 був призначений викладачем грузинської мови в Телавському духовному училищі.
З 10 березня 1902 року — помічник наглядача Мінгрельського духовного училища в Ново-Сенакі.
Потім служив наглядачем духовних училищ, з 20 жовтня 1903 року — Солікамського, а з 25 листопада того ж року — Полоцького.
14 травня 1905 був призначений ректором Вітебської духовної семінарії з возведенням у сан архімандрита.
З 25 серпня 1906 року — ректор Донської духовної семінарії в Новочеркаську.
4 листопада 1907 був хіротонізований на єпископа Алавердського, вікарія Грузинської єпархії.
17 квітня 1912 призначений єпископом П'ятигорським, вікарієм Владикавказьської єпархії.
14 лютого 1914 переведений на Вінницьке вікаріатство Подільської єпархії.
У 1917 році приєднався до самопроголошеної автокефальної Грузинської Православної Церкви і 1 жовтня того ж року був призначений в її складі єпископом Урбнісскій.
23 листопада 1921 йому було доручено управління Чкондідською і Шемокмедською єпархією, а 29 квітня 1922 року він був затверджений на цій кафедрі.
За деякими даними в 1923-1924 роках згадується єпископом Батумським.
З 9 березня 1924 року — знову єпископ Алавердський, тепер як правлячий архієрей.
1 листопада того ж року йому було доручено управління Кутаїською і Гаенатською єпархією.
За постановою Католікоської Ради від 3 листопада 1926 року був переміщений на Ацкурську кафедру з дорученням також тимчасового управління Урбніською єпархією.
За постановою тимчасового управління Грузинської Церкви від 3 січня 1927 залишений на Кутаїській і Гаенатській кафедрі з возведенням у сан митрополита.
За постановою Католікоського Синоду від 6 червня 1930 переміщений на Батумську і Шемокмедську кафедру.
Помер 19 березня 1935 в Кутаїсі і 23 березня був похований у місцевій Петропавлівській церкві.